# Långviken, Kimitoön
Långviken är en vik i Finland. Den ligger i kommunen Kimitoön i landskapet Egentliga Finland, i den södra delen av landet, 140 km väster om huvudstaden Helsingfors.
Långviken börjar vid Ånholmen och sträcker sig norrut till Söderlångvik. 